# Sphyraena waitii
Sphyraena waitii és un peix teleosti de la família dels esfirènids i de l'ordre dels perciformes.

## Morfologia
Pot arribar als 31 cm de llargària total.

## Distribució geogràfica
Es troba a les costes de l'oceà Índic i a l'oest del Pacífic.